# Limogne-en-Quercy
 Limogne-en-Quercy  (en occitano Limonha de Carcin) es una población y comuna francesa, situada en la región de Mediodía-Pirineos, departamento del Lot, en el distrito de Cahors y cantón de Limogne-en-Quercy.

## Demografía
| 584 | 591 | 616 | 637 | 618 | 724 |
| Para los censos de 1962 a 1999 la población legal corresponde a la población sin duplicidades (Fuente: INSEE [Consultar]) |     |     |     |     |     |

## Personalidades asociadas a la localidad
- Jacques Ozouf, historiador francés fallecido en Limogne-en-Quercy.